# Parafia Przemienienia Pańskiego w Suchowoli
Parafia Przemienienia Pańskiego w Suchowoli – parafia rzymskokatolicka znajdująca się w dekanacie Krasnobród, w diecezji zamojsko-lubaczowskiej. 
Parafia erygowana została w 1919 roku, dekretem ówczesnego biskupa lubelskiego, Mariana Fulmana. 
Do parafii należą wierni z następujących miejscowości: Boża Wola, Feliksówka, Grabnik, Malinówka, Rachodoszcze, Suchowola-Kolonia, Suchowola.
Aktualnie proboszczem jest ks. Roman Palonka.   